# Виктория-холл

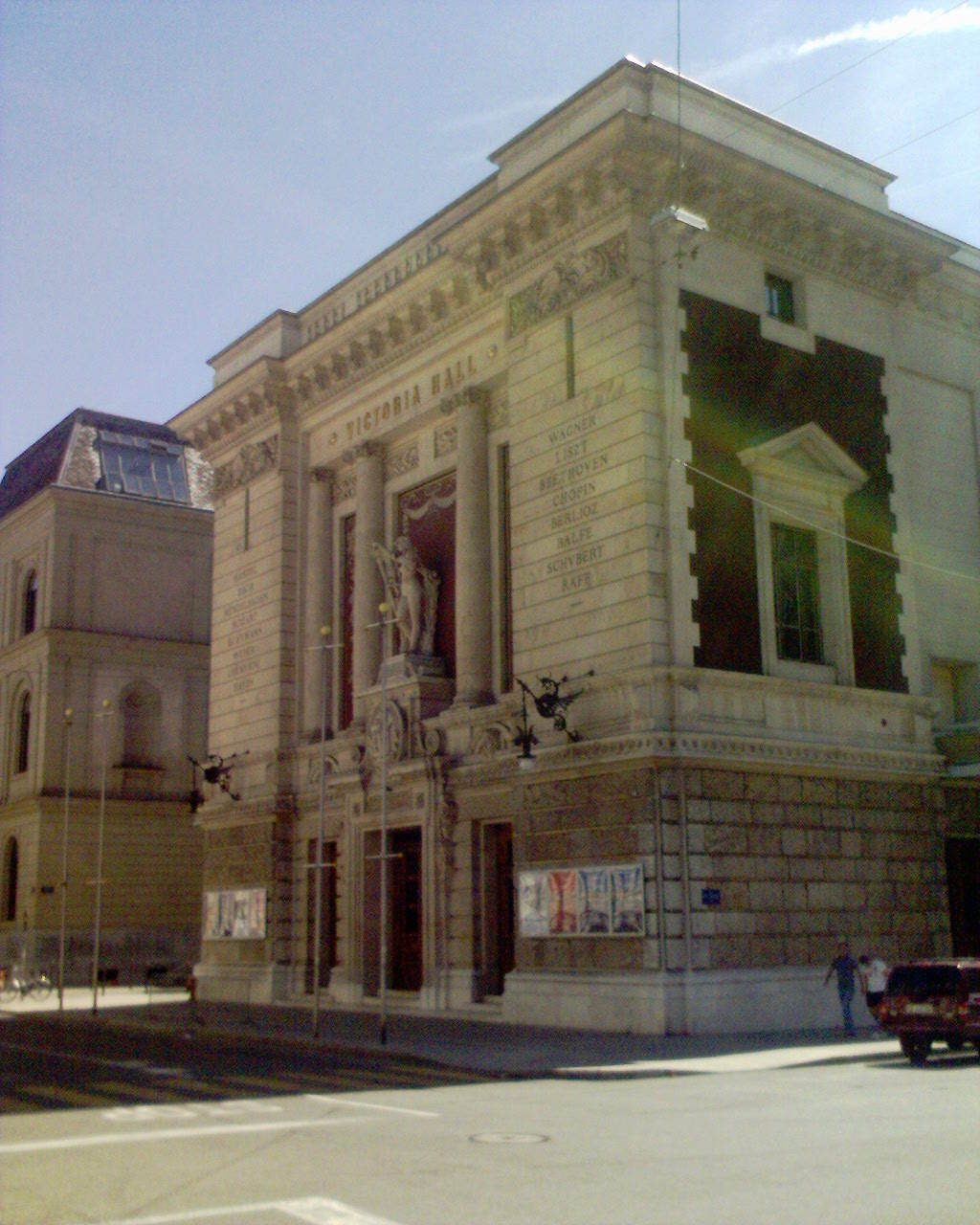
Виктория-холл

Виктория-холл (англ. Victoria Hall) — концертный зал в Женеве, Швейцария, построенный в 1891—1894 годах на деньги английского консула в Женеве Дэниэла Бартона (англ. Daniel Fitzgerald Packenham Barton), который был большим любителем музыки. Автором проекта выступил женевский архитектор Джон Камолетти. В 1904 году Бартон подарил здание городу. Это здание было названо в честь королевы Виктории. В 1986 году случился пожар, который частично уничтожил внутреннее убранство зала, которое вскоре было восстановлено.
Виктория-холл находится в центре города, рядом с Женевской Оперой и Консерваторией в банковском квартале. Здесь происходят наиболее значимые культурные мероприятия города, дают концерты многие известные пианисты и оркестры мира.